# Айзек Берґер
Айзек Берґер (англ. Isaac Berger, 16 листопада 1936 — 4 червня 2022) — американський важкоатлет.
Олімпійський чемпіон 1956 року в категорії до 60 кг, срібний призер 1960 (до 60 кг), 1964 (до 60 кг) років.
Переможець Панамериканських ігор 1959 (до 60 кг), 1963 (до 60 кг) років.
Чемпіон світу з важкої атлетики 1958 (до 60 кг), 1961 до 60 кг років, срібний призер 1959 (до 60 кг), 1963 (до 60 кг), 1964 (до 60 кг) років, бронзовий призер 1957 року в категорії до 60 кг.